# Cury (village)
Pour les articles homonymes, voir Cury.
Cury est un village du sud-ouest de la Cornouailles en Angleterre.